# Hemsedal
Hemsedal és un municipi situat al comtat de Buskerud, Noruega. Té 2.422 habitants (2016) i té una superfície de 753 km². El centre administratiu del municipi és el poble de Trøym.
El municipi limita al nord amb Vang i Vestre Slidre (ambdós al comtat d'Oppland), a l'est amb Nord-Aurdal (al comtat d'Oppland) i Gol, al sud amb Ål i Hol, i a l'oest amb Lærdal (al comtat de Sogn og Fjordane).
Hemsedal es troba a 220 km al nord-oest d'Oslo i a 273 quilòmetres de Bergen. Per Hemsedal hi passa la Riksvei 52, la carretera principal d'Oslo a Bergen. Dins el municipi hi ha el llac Juklevatnet.

## Ciutats agermanades
Hemsedal manté una relació d'agermanament amb les següents localitats:
- - Essunga, Comtat de Västra Götaland, Suècia
- - Kalvola, Finlàndia del Sud, Finlàndia
- - Tõrva, Comtat de Valga, Estònia